# Festival Internacional de Jazz de Luanda
El Festival Internacional de Jazz de Luanda, també conegut com a Luanda Jazz Fest, és un festival de jazz que se celebra anualment des de 2009 a Luanda, Angola.

## Antecedents
Te lloc al Cine Atlantico a finals de juliol i començaments d'agost, tot i ser un festival força jove ha atret a músics llegendaris com McCoy Tyner, Gary Bartz, George Benson, Dee Dee Bridgewater, Cassandra Wilson, Joe Sample, Randy Crawford, Abdullah Ibrahim, Manu Dibango i els Yellowjackets. També hi han participat músics angolesos internacionals com Ricardo Lemvo, Afrikkanitha, Sandra Corderio, Dodo Miranda i Toto i el guitarrista moçambiquès Jimmy Dludlu.